# Whatevershebringswesing
Whatevershebringswesing je třetí sólové studiové album britského hudebníka Kevina Ayerse. Jeho nahrávání probíhalo od března do srpna 1971 ve studiu Abbey Road v Londýně. Producenty byli sám Ayers a Andrew King a album vyšlo v listopadu 1971 u vydavatelství Harvest Records.

## Seznam skladeb
| Pořadí         | Název                                            | Autor                   | Délka |
| -------------- | ------------------------------------------------ | ----------------------- | ----- |
| 1.             | There is Loving“ / „Among Us“ / „There is Loving | Ayers / Bedford / Ayers | 7:22  |
| 2.             | Margaret                                         | Ayers                   | 3:20  |
| 3.             | Oh My                                            | Ayers                   | 2:59  |
| 4.             | Song from the Bottom of a Well                   | Ayers                   | 4:37  |
| 5.             | Whatevershebringswesing                          | Ayers                   | 8:13  |
| 6.             | Stranger in Blue Suede Shoes                     | Ayers                   | 3:24  |
| 7.             | Champagne Cowboy Blues                           | Ayers                   | 3:56  |
| 8.             | Lullabye                                         | Ayers                   | 2:14  |
| Celková délka: | Celková délka:                                   | Celková délka:          | 36:09 |

## Obsazení
- Kevin Ayers – zpěv, kytara, baskytara (6)
- David Bedford – klávesy (1, 2, 5, 6, 8, 12), orchestrální aranžmá
- Mike Oldfield – baskytara (1, 3, 4), kytara (5, 7)
- Dave Dufort – bicí (1, 4, 5)
- William Murray – perkuse (2, 3, 7)
- Tony Carr – bicí (6, 12)
- Robert Wyatt – vokály (5)
- Didier Malherbe – saxofon (1), flétna (8)
- Gerry Fields – housle (3)
- Johnny Van Derek – housle (2,7)
- Bruce Malamut – křídlovka (1), různé žesťové nástroje (1, 2, 5, 6, 8, 12)